# Siarhiej Kazieka
Siarhiej Kazieka (biał. Сяргей Казека; ur. 17 września 1986 w Baranowiczach) – białoruski piłkarz, występujący na pozycji pomocnika.

## Kariera klubowa
| Sezon | Klub           | Kraj     | Rozgrywki        | Mecze | Bramki |
| ----- | -------------- | -------- | ---------------- | ----- | ------ |
| 2004  | FK Baranowicze | Białoruś | Pierszaja liha   | 7     | 0      |
| 2005  | FK Baranowicze | Białoruś | Pierszaja liha   | 28    | 4      |
| 2006  | FK Baranowicze | Białoruś | Pierszaja liha   | 23    | 0      |
| 2007  | FK Baranowicze | Białoruś | Pierszaja liha   | 26    | 2      |
| 2008  | FK Baranowicze | Białoruś | Pierszaja liha   | 18    | 1      |
| 2009  | FK Baranowicze | Białoruś | Pierszaja liha   | 24    | 12     |
| 2010  | FK Homel       | Białoruś | Pierszaja liha   | 28    | 11     |
| 2011  | FK Homel       | Białoruś | Wyszejszaja liha | 32    | 3      |
| 2012  | FK Homel       | Białoruś | Wyszejszaja liha | 29    | 2      |